# بيكسز
بيكسز هو جنس من فصيلة السلاحف البرية، لا يضم حالياً سوى نوعين من الكائنات الحية هما: السلحفاة العنكبوتية والسلحفاة العنكبوتية مسطحة الظهر. هذا الجنس متوطِّنٌ في جزيرة مدغشقر الأفريقية، بمعنى أنه لا يتواجد في أي منطقةٍ بالعالم سواها، والدراسات والمعلومات المتوافرة حوله لا زالت قليلةً وشحيحةً حتى الآن.